# Tesourinha
Osmar Fortes Barcellos, más conocido por Tesourinha (Porto Alegre, 3 de diciembre de 1921 - ib., 17 de junio de 1979) fue un futbolista brasileño.
Jugaba de extremo derecho y se caracterizó por la velocidad de sus regates y por el olfato goleador. Formó parte del Internacional de Porto Alegre desde 1939 hasta 1949 y ayudó a la consecución de ocho campeonatos gauchos. Después pasó por el Vasco da Gama y el Grèmio, donde además fue su primer jugador de raza negra.
A nivel internacional, participó con la selección de fútbol de Brasil en 23 partidos y ganó el Campeonato Sudamericano de 1949.

## Biografía
Nació en una familia pobre y comenzó a jugar al fútbol en el modesto Ferroviário de Porto Alegre. Debe su apodo Tesourinha a un grupo de carnaval en el que participaba, Os Tesouras (los tijeras).
En 1939, un ojeador del Sport Club Internacional siguió sus actuaciones y le invitó a una prueba para formar parte del primer equipo.  Además del salario, pidió a la entidad que le pagaran dos litros de leche al día. Su debut tuvo lugar el 23 de octubre de 1939 y pronto destacó por su habilidad y olfato goleador.
Aunque al principio era delantero, varió su posición al extremo derecho porque su puesto estaba cubierto por Carlitos, el máximo artillero en la historia del Internacional, y Adãozinho. Ambos formaron el llamado Rolo Compressor (rodillo) que dominó el Campeonato Gaucho con ocho ligas durante la década de 1940. El escritor Antônio Falcão definió al deportista como "un atleta excepcional que se desmarcaba con la rapidez de un rayo, regateaba, chutaba con precisión y servía buenas asistencias a sus compañeros", comparable para algunos al estilo de juego de Garrincha.
Tras destacar con la selección brasileña en el Campeonato Sudamericano de 1949, fue traspasado al Vasco da Gama de Río de Janeiro y fue pieza clave en la consecución del Campeonato Carioca. Estaba previsto que jugase con Brasil la Copa Mundial de Fútbol de 1950, pero en un entrenamiento sufrió una dura entrada de Bigode que terminó en rotura de menisco, dejándole fuera de la convocatoria.
En 1952 regresó a Río Grande para jugar en el Grêmio, convirtiéndose en el primer futbolista de raza negra que vistió esa camiseta. Y terminó su carrera en el Nacional de Porto Alegre en 1957. A pesar de su retirada siguió vinculado al Internacional, que le homenajeó en ocasiones especiales como el cierre del Estadio de los Eucaliptos en 1969.
Falleció el 17 de junio de 1979, a los 57 años, víctima de un cáncer de estómago.

## Selección nacional
Tesourinha fue internacional con la selección de Brasil desde 1944 hasta 1950. Disputó un total de 23 partidos oficiales y marcó 10 goles.
Fue convocado por primera vez por el director técnico Flávio Costa para un amistoso contra Uruguay el 14 de mayo de 1944, en el que anotó un gol en la victoria por 6:1 de su país. Al año siguiente asumió la titularidad en el Campeonato Sudamericano de 1945. Fue elegido para el equipo ideal de la competición.  Participó de nuevo en la edición de 1949 y marcó siete goles. Aunque fue preseleccionado para la Copa Mundial de 1950, se perdió el torneo por una grave lesión de menisco.

## Equipos
| Club                             | País   | Año       |
| -------------------------------- | ------ | --------- |
| Sport Club Internacional         | Brasil | 1939-1949 |
| Vasco da Gama                    | Brasil | 1949-1952 |
| Grêmio Foot-Ball Porto Alegrense | Brasil | 1952-1954 |
| Nacional de Porto Alegre         | Brasil | 1954-1957 |

## Palmarés

### Campeonatos nacionales
| Título             | Club          | País               | Año  |
| ------------------ | ------------- | ------------------ | ---- |
| Campeonato Gaucho  | Internacional | Río Grande del Sur | 1940 |
| Campeonato Gaucho  | Internacional | Río Grande del Sur | 1941 |
| Campeonato Gaucho  | Internacional | Río Grande del Sur | 1942 |
| Campeonato Gaucho  | Internacional | Río Grande del Sur | 1943 |
| Campeonato Gaucho  | Internacional | Río Grande del Sur | 1944 |
| Campeonato Gaucho  | Internacional | Río Grande del Sur | 1945 |
| Campeonato Gaucho  | Internacional | Río Grande del Sur | 1947 |
| Campeonato Gaucho  | Internacional | Río Grande del Sur | 1948 |
| Campeonato Carioca | Vasco da Gama | Río de Janeiro     | 1950 |

### Campeonatos internacionales
| Título                  | Equipo              | Año  |
| ----------------------- | ------------------- | ---- |
| Copa Roca               | Selección de Brasil | 1945 |
| Copa Río Branco         | Selección de Brasil | 1947 |
| Campeonato Sudamericano | Selección de Brasil | 1949 |